# Indice KWIC
Un indice KWIC (acronimo di KeyWord In Context, "parola chiave nel contesto" in inglese) è un elenco ridondante di locuzioni che si utilizzano per costituire un indice di un corpo di conoscenze, cioè un elenco che agevoli l'accesso ai contenuti del suddetto corpo. Questi indici sono stati usati abbastanza ampiamente per redigere cataloghi di biblioteche; taluni indici analitici di libri si avvicinano agli indici KWIC. Il termine indice KWIC è stato introdotto quando si sono prodotti tali indici con il computer e in quest'ambito il termine si contrappone a indice KWOC, dove KWOC sta per KeyWord Out of Context. 
Per esempio in una locuzione utile per un indice:
Elenco di poligoni, poliedri e politopi.
Accanto ad essa possono essere utili le varianti ottenute sottoponendola a permutazioni circolari limitatamente a quelle che cominciano con parole significative per chi utilizzerà l'indice. Nel caso preso ad esempio sono interessanti le permutazioni circolari:
poligoni, poliedri e politopi. * Elenco di
poliedri e politopi. * Elenco di poligoni,
politopi. * Elenco di poligoni, poliedri e
La locuzione esaminata viene utilizzata per denotare un documento che serve a descrivere una parte specifica di un corpo di conoscenze: nella fattispecie la locuzione è il titolo di una ipotetica pagina di Wikipedia che ha il compito di agevolare la visione di una parte del corpo di conoscenze concernente la disciplina 'matematica', corpo facente parte dell'enciclopedia. Le parole 'poligoni', 'poliedri' e 'politopi' sono chiaramente significative per molte delle persone che vorranno informarsi sulla matematica consultando Wikipedia.
Non è invece significativa la permutazione: 
di poligoni, poliedri e politopi. * Elenco
in quanto la parola 'di' ha un ruolo funzionale generico in moltissime frasi della lingua italiana e non possiede connotazioni matematiche.
Un indice KWIC potrebbe presentare in un ordine alfabetico tutte le permutazioni circolari inizianti con parole significative delle sue locuzioni. Si avrebbero quindi ridondanze: si potrebbe avere un indice 2 - 5 volte più esteso dell'elenco delle sole locuzioni. Un indice KWIC però presenta parole significative in evidenza e in ordine alfabetico, quindi risulta più efficacemente consultabile.
Mentre nelle biblioteche dell'era preelettronica gli indici KWIC risultavano faticosi da costruire e ingombranti, nelle basi di conoscenza digitali si possono costruire indici KWIC in modo automatico o semiautomatico e l'estensione degli indici presenta costi trascurabili. La generazione mediante procedure di indici KWIC pone comunque vari problemi, in particolare quello dell'ambiguità delle parole componenti delle locuzioni e quello della valutazione del loro livello di significatività sulla base di previsioni sui possibili utenti dell'indice stesso.